# Michael Somos
Michael Somos es un matemático estadounidense, que fue profesor en el departamento de Matemáticas y Estadística de la Universidad de Georgetown durante cuatro años y que actualmente se encuentra impartiendo docencia en la Universidad Católica de América. A finales de los años ochenta propuso una conjetura sobre lo que se llamó recurrencias polinómicas, ahora conocidas como secuencias de Somos,  las cuales sorprendentemente contienen, en algunos casos, sólo números enteros. La constante de recurrencia cuadrática de Somos también lleva su nombre.